# Sega Rally Championship
Sega Rally Championship é um jogo de corrida para arcade criado pela R&D Dept.#3 (AM3, mais tarde Hitmaker) e lançado pela Sega em 1995 na placa de arcade Sega Model 2A. Mais tarde foi convertido para Sega Saturn, Microsoft Windows e N-Gage.

## Carros
- Toyota Celica GT-Four
- Lancia Delta HF Integrale
- Lancia Stratos - disponível após completar o circuito Lakeside no modo Championship em primeiro lugar.

## Curiosidades
- A Codemasters listou Sega Rally como uma das influências na criação do jogo Colin McRae Rally.